# Заневская-Сапгир, Римма Иосифовна
Ри́мма Ио́сифовна Заневская-Сапги́р (16 декабря 1930, Саранск, Средневолжский край — 25 мая 2021, Москва) — советская художница-нонконформистка, член Лианозовской группы. Также была поэтессой.

## Биография
В 1944—1945 годах училась в художественном училище при киностудии «Мосфильм» по специальности «макетчик».
Была первой женой поэта Генриха Сапгира. Дочь — Елена (внук — Александр Сергеевич Сапгир-Грибов). Входила в Лианозовскую группу.
В 1961 году познакомилась со Львом Нусбергом, вошла в основанную им группу художников-кинетистов «Движение» (до 1964 — «Коллектива свободных художников»), которую покинула в 1966 году на два года.
Участвовала в ряде важных выставок неофициального искусства — «Бульдозерной» (1974), «Диссидентской биеннале» в Венеции (1977), выставке «Другое искусство» (1990) и проч.
В 1997 году Г. В. Сапгир охарактеризовал её так: «Поэт и художник начала 60-х. Одно время Римма Заневская входила в группу кинетистов Нусберга. Сегодня на выставки и в музеи просят, ищут её картины, но по ряду причин безуспешно. Стихи никогда не печатала и почти не читала». Творчество художницы описывается следующим образом: «В ранний период творчества исследовала возможности геометрической абстракции. Лейтмотивом её работ как на бумаге, так и на холстах, являются окружности-точки. Для произведений характерен монохромный колорит».
По сведениям издания «Артгид», в последние годы жизни жила в Московской области и занималась иконописью.